# Eva & The Heartmaker
Eva & The Heartmaker er en pop duo fra Norge.
Medlemmer:
Eva Weel Skram og Thomas Stenersen

## Diskografi
- Behind golden frames (2006)
- Lets Keep This Up Forever (2009)
- Dominoes (2011)
- Traces of You (2013)

| Musikgruppe | Spire Denne artikel om en norsk musikgruppe er en spire som bør udbygges. Du er velkommen til at hjælpe Wikipedia ved at udvide den. |